# Le Bison (et sa voisine Dorine)
Pour les articles homonymes, voir Bison (homonymie).
Pour plus de détails, voir Fiche technique et Distribution.
Le Bison (et sa voisine Dorine) est un film français réalisé par Isabelle Nanty, sorti en 2003.

## Synopsis
Quand Dorine sort les poubelles le matin, Le Bison rentre se coucher. Quand elle passe l'aspirateur, il essaie de dormir. Bref, tout sépare cette gardienne d'immeuble de son voisin bohème! Pourtant, un évènement inattendu va les contraindre à s'entraider...

## Fiche technique
- Titre : Le Bison (et sa voisine Dorine)
- Réalisation : Isabelle Nanty
- Scénario : Isabelle Nanty et Fabrice Roger-Lacan
- Pays d'origine : France
- Genre  : comédie
- Durée : 94 minutes

## Distribution
- Isabelle Nanty : Dorine Romero
- Édouard Baer : Louis Le Bison, dit le Bison
- Nicolas Marais : Joseph
- Tilly Mandelbrot : Kim
- Marie Martin : Léa
- Jules Angelo Bigarnet : Paulo
- Pierre-François Martin-Laval : Joël Romero
- Martine Chevallier : Madame Cabut
- Juliette Duval : Rose
- Valérie Bonneton : Reine
- Emmanuelle Lepoutre : Anita
- Anne Consigny : Aude, l'avocate
- Chad Chenouga : Mourad
- Riton Liebman : L'employé de banque
- Roland Menou : M. Pouzadouk, le facteur
- Michaël Cohen : Michel, le prêtre
- Nanou Garcia : Mauricette, la sage-femme